# 愛のサンバは永遠に
「愛のサンバは永遠に」（あいのサンバはとわに／ポルトガル語: Não deixe o samba morrer／直訳: サンバを死なせないで）は、ブラジルの楽曲。
女性歌手アルシオーネが1975年に歌唱し録音・発表した。

## 概要
本作はエジソン・コンセイサオン（Edson Gomes da Conceição）とアロイズィオ・シルバ（Aloísio Silva Araújo）によって作詞・作曲されたサンバである。歌手のアルシオーネによって1975年に録音され、彼女は自身の最初のアルバム『ア・ヴォス・ド・サンバ（サンバの声）』における本作により翌年の初めにヒットパレードを受賞することになった。

## 日本におけるカヴァー
日本に於いてはプロ・アマチュア問わず多くの者が本作をカヴァーしている。
公式に録音・発表された音源としては1982年3月1日に伊藤愛子が大津あきらの日本語詞で歌唱しシングルとして発表（規格品番：ETP-17297）。同時発売の伊藤のアルバム『男と女のサンバ』（LP盤規格品番：ETP-90156）のA面1曲目でもある。
また2010年1月27日には中山うりが自身のアルバム『7colors』の中の1曲として、s-kenの日本語詞で歌唱し発表している。
インストゥルメンタルとしては1993年11月1日に明治大学マンドリン倶楽部が演奏・録音し発表している。

## 著作権の現況
JASRACには 0N0-7459-2 NAO DEIXE O SAMBA MORRER として登録。
出典：PJ (サブ出版者作品届) 。
出版者は、IRMAOS VITALE SA INDUSTRIA E COMERCIO。日本でのサブ出版はリトルスター・コピーライトマネージメントである。